# Réacteur à eau lourde pressurisée
Un réacteur à eau lourde pressurisée ou pressurised heavy water reactor (PHWR) est un réacteur nucléaire qui utilise de l'uranium naturel comme combustible et de l'eau lourde (D2O) à la fois comme fluide caloporteur et comme modérateur. 

## Combustible
Dans un réacteur à eau lourde, il est possible d'utiliser de l'uranium naturel (non enrichi) car l'eau lourde possède l'avantage de modérer les neutrons sans les absorber. Bien que l'eau lourde soit relativement onéreuse, le réacteur peut fonctionner sans faire appel à un coûteux équipement d'enrichissement de l'uranium, ce qui équilibre les coûts.
Comme l'eau lourde est un moins bon modérateur que l'eau légère, l'espacement entre les éléments combustibles est plus grand que pour un réacteur modéré à l'eau légère. De ce fait, les éléments combustibles sont plus éloignés les uns des autres, et enfermés dans des tubes appelés canaux. 

## Avantages et inconvénients
La disposition plus espacée des éléments combustibles explique la densité d'énergie plus basse du coeur. À taille égale, un réacteur à eau lourde produit entre un tiers et la moitié de puissance qu'un réacteur à eau légère, ce qui a des conséquences négatives sur l'économie mais des conséquences positives sur la sécurité.
Dans le réacteur à eau lourde pressurisée, l'eau lourde est maintenue sous pression jusqu'à son point d'ébullition, ce qui permet d'augmenter sa température pour transporter plus de chaleur en dehors du cœur du réacteur. 
Du fait de la différence de température entre l'eau du modérateur et l'eau des canaux de réfrigération, les réacteurs à eau lourde possèdent des refroidisseurs du modérateur séparés, ce qui est utilisé aussi pour gérer la réactivité, qui dépend de la température via la densité du modérateur.

## Histoire
Les premiers réacteur à eau lourde pressurisée furent les réacteurs CANDU, fabriqués par la société Énergie atomique du Canada limitée (EACL), mais la société Kraftwerk Union, filiale de  Siemens a construit deux réacteurs à eau lourde pour la centrale nucléaire d'Atucha en Argentine, et un hybride a vu le jour au Royaume-Uni, le SGHWR de Winfrith.
Après avoir été vendus dans le monde entier, 46 réacteurs à eau lourde pressurisée sont encore en fonctionnement ou en rénovation au 31 décembre 2010. 
La société électronucléaire indienne Nuclear Power Corporation of India (NPCIL) a construit et exploite 18 réacteurs à eau lourde pressurisée. À l'origine, ces réacteurs fabriqués en dehors du Canada étaient de la rétro-ingénierie du réacteur CANDU, mais les modèles actuels ont des caractéristiques spécifiques à l'Inde.
En 2010, NPCIL a démarré la construction de 2 réacteurs à eau lourde pressurisée à la centrale nucléaire de Kakrapar (Inde) où sont déjà exploités deux réacteurs à eau lourde Candu.
Le 22 juillet 2020, le premier de ces 2 réacteurs a divergé puis a été couplé au réseau le 10 janvier 2021. 
Deux autres réacteurs de ce type sont en construction depuis 2011 en Inde sur le site de le centrale nucléaire du Rajasthan. Il est prévu une multiplication par trois de la puissance installée d'ici 2031, vers 21 GW.